# Toplinski učinak električne struje
Prolazak električne struje kroz vodiče ili poluvdiče uzrokuje njihovo zagrijavanje. Taj učinak zovemo toplinskim učinkom električne struje, a nastaje kao rezultat sudaranja elektrona s atomima, koje elektroni izbijaju dalje od ravnotežnog položaja, intenzivirajući njihovo titranje. Ono se ispoljava kroz povišenje temperature, a time i tzv. unutarnje energije. Pojačano titranje atoma osjećamo kao toplinu, a ako se materijal zagrije do usijanja, uz toplinu emitirat će i svjetlost. 
Toplinski učinak je veći kad je jača struja kroz materiju, vši napon, duže vrijeme protjecanja struje, a zavisi i o karakteristikama trošila koje definira faktor k. Energiju utrošenu za grijanje (ili druge namjene s toplinskim učinkom) računamo stoga po izrazu:
Q = k x U x I x t = k x N x t   kWh
- U x I = N = snaga struje
- U = napon na priključcima trošila
- I = jakost struje kroz trošilo
- t = vrijeme protoka struje kroz trošilo

Uvrštenjem izraza U = i x R (što slijedi iz Ohmovog zakona) u prvotnu formulu, Učinak struje može se nakon uređenja izraziti i kao:
Q = k x I{\displaystyle ^{2}} x R x t
Uočimo da se učinak (dakle rad) izražava u kilovatsatima (kWh) i zavisan je o trajanju potrošnje. Manja jedinica za rad je Ws (watsekunda), a veća MWh (megawatsat).
W i kW ili MW koriste se za jedinicu snage i predstavljaju rad utrošen u jedinici vremena. Snaga karakterizira trošilo.